# Championnats du monde de slalom de canoë-kayak 1967
Navigation
Championnats du monde de slalom 1965 Championnats du monde de slalom 1969
Les 10e Championnats du monde de slalom en canoë-kayak se sont déroulés en 1967 à Lipno nad Vltavou, en Tchécoslovaquie, sous les auspices de la Fédération internationale de canoë.
Le Canadien Karel Kumpfmueller, en remportant la médaille de bronze dans la catégorie homme C-1, est le premier non-Européen à monter sur le podium depuis la première édition de ces championnats. 

## Podiums

### Femmes

#### Kayak
| Epreuve        | Or                                                           | Points | Argent                                                            | Points | Bronze                                                           | Points |
| K-1            | Ludmila Polesna (TCH)                                        |        | Lia Schilhuber (GDR)                                              |        | Bärbel Richter (GDR)                                             |        |
| K-1 par équipe | Allemagne de l'Est Bärbel Richter Dagmar Sickert Helga Luber |        | Tchécoslovaquie Jana Zverinova Bohumila Kapplova Ludmilla Polesna |        | Allemagne de l'Ouest Bärbel Körner Heide Schröter Kirsten Stumpf |        |

### Hommes

#### Canoë
| Epreuve        | Or                                                                     | Points | Argent                                                                  | Points | Bronze                                                                       | Points |
| C-1            | Wolfgang Peters (FRG)                                                  |        | Harald Cuypers (FRG)                                                    |        | Karel Kumpfmueller (CAN)                                                     |        |
| C-1 par équipe | Tchécoslovaquie Karel Kumpfmüller Bohuslav Pospichal Peter Sodomka     |        | Allemagne de l'Est Jürgen Köhler Jochen Förster Manfred Schubert        |        | Allemagne de l'Ouest Harald Cuypers Wolfgang Peters Otto Stumpf              |        |
| C-2            | Tchécoslovaquie Miroslav Stach Zdenek Valenta                          |        | Tchécoslovaquie Milan Horyna Vaclav Janousek                            |        | Tchécoslovaquie Ladislav Mestan Zdenek Mestan                                |        |
| C-2 par équipe | Allemagne de l'Est Hippauf / Landers Lück / Noak Merkel G. / Merkel M. |        | Tchécoslovaquie Horyna / Janousek Mestan L. / Mestan z. Stach / Valenta |        | Allemagne de l'Ouest Glück / Nenninger Hess / Wenzel Scheffer / Steinschulte |        |

#### Kayak
| Epreuve        | Or                                                                  | Points | Argent                                                          | Points | Bronze                                             | Points |
| K-1            | Jürgen Bremer (GDR)                                                 |        | David Mitchell (GBR)                                            |        | Heinz Hunziker (SUI)                               |        |
| K-1 par équipe | Allemagne de l'Est Jürgen Bremer Christian Döring Volkmar Fleischer |        | Allemagne de l'Ouest Eugen Weimann Günther Beck Peter Trojovsky |        | France Claude Lutz Jean-Louis Olry Claude Peschier |        |

### Mixte

#### Canoë
| Epreuve | Or                                               | Points | Argent                                       | Points | Bronze                                   | Points |
| C-2     | Tchécoslovaquie Jaroslava Krcalová Milan Svoboda |        | Allemagne de l'Est Erika Uhlig Horst Wängler |        | Allemagne de l'Est Edith Grabo Uwe Franz |        |

## Tableau des médailles
| Rang  | Nation               | Or | Argent | Bronze | Total |
| ----- | -------------------- | -- | ------ | ------ | ----- |
| 1     | Allemagne de l'Est   | 4  | 3      | 2      | 9     |
| 2     | Tchécoslovaquie      | 4  | 3      | 1      | 8     |
| 3     | Allemagne de l'Ouest | 1  | 2      | 3      | 6     |
| 4     | Royaume-Uni          | 0  | 1      | 0      | 1     |
| 5     | Canada               | 0  | 0      | 1      | 1     |
| 6     | France               | 0  | 0      | 1      | 1     |
| 7     | Suisse               | 0  | 0      | 1      | 1     |
| Total | Total                | 9  | 9      | 9      | 27    |